# Liste der Grafen von Auxerre
In der Grafschaft Auxerre regierten folgende Herren:

## Die ersten Grafen
- Hermenold, Waffengefährte von Karl dem Großen, 1. Graf von Auxerre seit 771.
- Konrad I. († nach 862) Graf von Paris 849, Graf von Auxerre nach 860, Schwager von Ludwig dem Frommem (Karolinger)
- Konrad II., Graf von Auxerre, vom französischen König enteignet, 866 Markgraf von Transjuranien
- Robert der Tapfere († 866), Graf von Auxerre und Nevers (865).
- Hugo Abbas, Bruder von Konrad II. († 886) und Nachfolger, gibt die Grafschaft weiter an.
- Girbolvon, Graf von Auxerre

## Buviniden
- Richard der Gerichtsherr, 888 Graf von Auxerre, Schwiegersohn Konrads II. (Buviniden), seine Ehefrau Adelheid brachte die Grafschaft mit in die Ehe; Richard gelang es, den Titel erblich zu machen.
- Rudolf (Raoul) († 936), Richards Sohn, König von Frankreich ab 925
- Hugo der Schwarze (Hugues le Noir) († 952), Bruder Rudolfs
- Giselbert, Graf von Auxerre und Herzog von Burgund

## Kapetinger
- Odo von Paris († 965) Graf von Auxerre und Herzog von Burgund
- Heinrich der Große († 1002) Graf von Auxerre und Herzog von Burgund
- Otto Wilhelm († 1026) Adoptivsohn Heinrichs, Sohn von Heinrichs erster Ehefrau
- Robert I. der Alte (* 1011, † 1076) 1032 Herzog von Burgund, 1040–1060 Graf von Auxerrois

## Haus Monceaux(Grafen von Nevers)
Nach einem Kampf von 12 Jahren erhielt Landry Graf von Nevers und Schwiegersohn Otto-Wilhelms, die Grafschaft, jedoch auf ein Drittel verkleinert – die übrigen zwei Drittel bekam der Bischof von Auxerre. Die Grafschaft blieb nahezu zwei Jahrhunderte im Besitz der Familie Monceaux
- Rainald I. (1006–1040), Graf von Auxerre und Nevers, Sohn Landrys
- Adelheid von Frankreich († nach 1063), Tochter des französischen Königs Robert II., Ehefrau Rainalds I., Gräfin von Auxerre
- Wilhelm I. (1066–1083), Graf von Auxerre und Nevers, Sohn Rainalds I. und Adelheids; ⚭ Ermengarde, Erbin der Grafschaft Tonnerre
- Wilhelm II. (1097–1147), Graf von Auxerre, Tonnerre und Nevers, Sohn von Rainald II. und Agnès von Beaugency, ⚭ Adelheid
- Wilhelm III. (1147–1161), Graf von Auxerre, Tonnerre und Nevers, Sohn Wilhelms II. ⚭ Ida von Sponheim
- Wilhelm IV. (1161–1168), Graf von Auxerre, Tonnerre und Nevers, Sohn Wilhelms III., ⚭ Eleonore von Vermandois
- Guido (1168–1175), Graf von Auxerre, Tonnerre und Nevers, Bruder Wilhelms IV. ⚭ Mahaut von Burgund
- Wilhelm V. (1176–1181), Graf von Auxerre, Tonnerre und Nevers, Sohn Wilhelms IV.
- Agnes I. (1181–1192), Gräfin von Auxerre, Tonnerre und Nevers, Schwester Wilhelms V., ⚭ Peter II. von Courtenay

## Haus Frankreich-Courtenayu.a.
- 1192–1257: Mathilde von Courtenay[1], † 1257, ⚭ 1199 Hervé IV. de Donzy
  - Peter von Courtenay, † 1219, 1183 Herr von Courtenay, Montargis, 1184–1192 Graf von Nevers, 1199 Graf von Auxerre und Tonnerre, 1213 Markgraf von Namur, 1216 Kaiser von Konstantinopel, ⚭ 1184 Agnes I. von Nevers, Vater von Mathilde
  - Hervé IV. de Donzy, † 1223, vielleicht geschieden 1213
  - Agnes II. von Donzy, † 1225, deren Tochter; ⚭ 1221
  - Guido IV. von Châtillon, Graf von Saint-Pol, † 1226
  - Guigues IV. d’Albon, Graf von Forez, † 1241; ab 1226 Mathildes zweiter Ehemann
  - Gaucher de Châtillon, † 1250, deren Sohn
  - Yolande de Châtillon, † 1254, dessen Schwester; ⚭ Archambault IX. de Bourbon, † 1249
- 1257–1262: Mathilde II. de Bourbon, † 1262, deren Tochter; ⚭ 1242
  - Odo von Burgund, † 1266, Erbe des Herzogtums Burgund, 1257–1262 Graf von Nevers, Auxerre und Tonnerre (uxor nomine)
- 1262–1273: Jolanthe von Burgund († 1280), deren Tochter, gibt 1273 Auxerre und Tonnerre ab; ⚭ I Johann von Frankreich (1250–1270), ⚭ II Robert von Dampierre (1247–1322)
  - Johann von Frankreich (1250–1270) genannt Johann von Damiette (1250–1270), 1265 Graf von Nevers und 1268 Graf von Valois
- 1273–1290: Alix (* 1254, † 1290), 1273 Gräfin von Auxerre, ⚭ 1268 Johann I. von Chalon († 1309)

## Haus Chalon
- Wilhelm von Chalon, Sohn von Johann I. und Alix († 1304).
- Johann II. von Chalon, Sohn von Wilhelm, getötet 1346 in der Schlacht von Crécy.
- Johann III. von Chalon, Sohn von Johann II., † 1366.
- Johann IV. von Chalon, Sohn von Johann III., schließt sich dem König von Frankreich gegen Philipp den Kühnen an; 1370 verkauft er die Grafschaft Auxerre für 31.000 Livres.

## Haus Burgund
- 1435 übergibt König Karl VII. dem Herzog von Burgund, Philipp dem Guten († 1467), nach dem Friedensschluss die Grafschaft Auxerre
- Karl der Kühne, Sohn Philipps.

Ab 1471 bis zum Tod Karls 1477 plündern französische Truppen die Grafschaft. Auxerre unterwirft sich danach dem König.

## von Berg-Altena-Mark
- Engelbert von Kleve (* 1462, † 1506), Sohn von Johann I, Herzog von Kleve und Elisabeth von Burgund, 1486 in Frankreich naturalisiert, 1490 Titulargraf von Auxerre, 1491 4. Graf von Eu, Rethel und Étampes, Pair von Frankreich, 1504 1. Graf von Nevers; ⚭ 1490 Charlotte de Bourbon (* 1474, † 1520), Tochter von Johann II. Graf von Vendôme
- Ludwig (Louis) († 1545) 1515 Titulargraf von Auxerre, Sohn Engelberts